# Plankenhammer

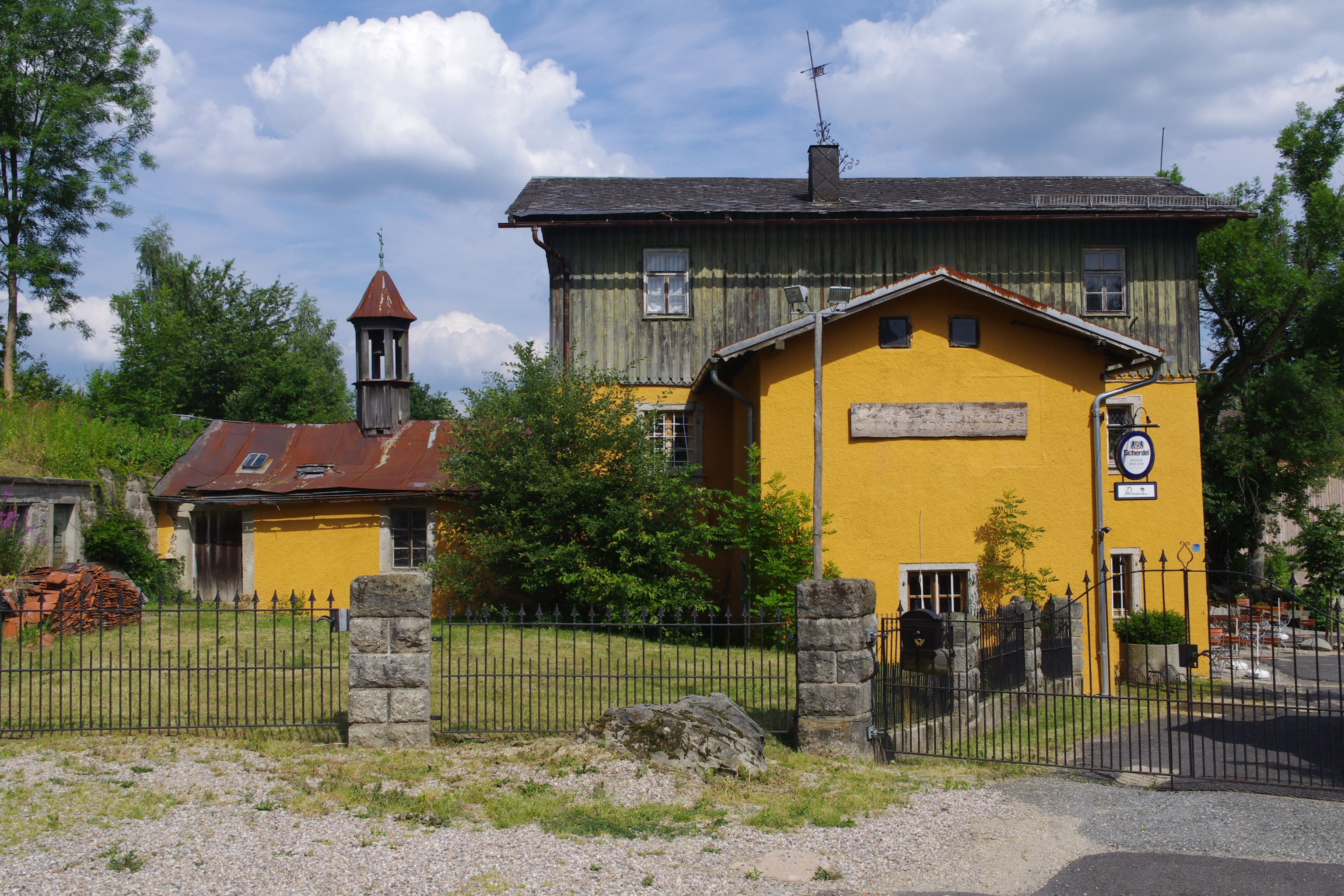
Wohnhaus des Gutshofes Plankenhammer

Plankenhammer ist Gemeindeteil des Marktes Floß im Bezirk Oberpfalz im Landkreis Neustadt an der Waldnaab.

## Geographische Lage
Das dorf Plankenhammer liegt ungefähr zwei Kilometer östlich von Floß an der Staatsstraße 2395 auf dem Nordufer der Floß.

## Geschichte

### 14. bis 17. Jahrhundert
Plankenhammer (auch: Hammer zu Mekenhofen, Planckenhamer) wurde im Böhmischen Salbüchlein genannt.
Das Böhmische Salbüchlein enthielt Aufzeichnungen aus der Zeit von 1366 bis 1373.
In ihm erschienen folgende zu Floß gehörende Ortschaften:
Bergnetsreuth, Boxdorf, Diepoltsreuth, Ellenbach, Gösen, Grafenreuth, Hardt, Haupertsreuth, Kalmreuth, Niedernfloß, Oberndorf, Pauschendorf, Plankenhammer, Ritzlersreuth, Schlattein, Schönberg, Weikersmühle, Welsenhof, Würnreuth, Würzelbrunn.
Im 14. Jahrhundert war Plankenhammer ein Schienhammer. In dem niederbayerischen Salbuch (ca. 1309) wird gesagt, „der hamer Vnder Flozz 2 pfunt zins pfen. und auch von der saeten (= Fuhre)“. Der Schienhammer trat am 28. Juli 1388 der Oberpfälzer Hammereinigung bei.
Vom 15. bis zum 17. Jahrhundert war Plankenhammer ein eisenverarbeitender Hammer, ein Blech-, Draht-, Zain- und Waffenhammer. Er bezog Sulzbacher Erze von 1845–1858 und nochmals 1860, der Eisensteinbedarf wurde vom Amberger Erzberg bezogen. In der Ortsbeschreibung von Floß von 1794 werden hier Polierer und Schleifer genannt, es ist also eine Glasschleife entstanden; insgesamt lebten damals 43 Personen in Plankenhammer.
In einem Verzeichnis der Mannschaften um das Jahr 1559 wurden die folgenden zu Floß gehörigen Ortschaften aufgeführt:
Bergnetsreuth, Boxdorf, Diebersreuth, Diepoltsreuth, Ellenbach, Fehrsdorf, Gailertsreuth, Gösen, Grafenreuth, Hardt, Haupertsreuth, Höfen, Konradsreuth, Meierhof, Niedernfloß, Oberndorf, Pauschendorf, Plankenhammer, Ritzlersreuth, Schnepfenhof, Schönberg, Steinfrankenreuth, Weikersmühle, Welsenhof, Wilkershof, Würnreuth, Würzelbrunn.
Für Plankenhammer wurde eine Mannschaft verzeichnet: Thomann Balberam. Nach dem Steuerbuch des Marktes und des Gerichts Floß von 1580 hat er den Hammer von seinem Vater um 1500 fl übernommen und muss 11 fl 58 kr versteuern. Auch nach dem Salbuch von Floß von 1598 ist hier dieser Thomas Balberam und in der Musterungsliste von 1605 ein Leonhardt Franckh als Stifter genannt, 1626 ist die Endres Franckh.
Im Jahr 1652 wohnten in Plankenhammer Michael Frankens Witwe mit zwei Söhnen.
Der Jüngste wohnte im Hammergut neben der Hammerhütte.
Das Vieh bestand aus 4 Ochsen, 4 Kühen, 10 Jungrindern, 4 Schweinen.
In einer Bestandsaufnahme des Pfalzgrafen von Pfalz-Sulzbach Christian August aus dem Jahr 1661 war der Plankenhammer verzeichnet.

### 18. Jahrhundert bis Gegenwart

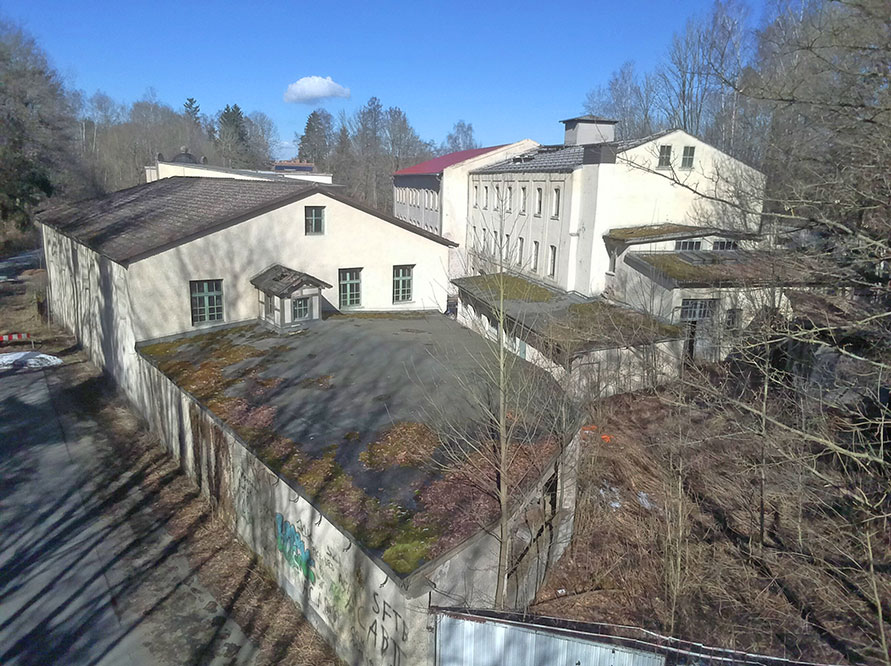
Porzellanfabrik Plankenhammer (2021)

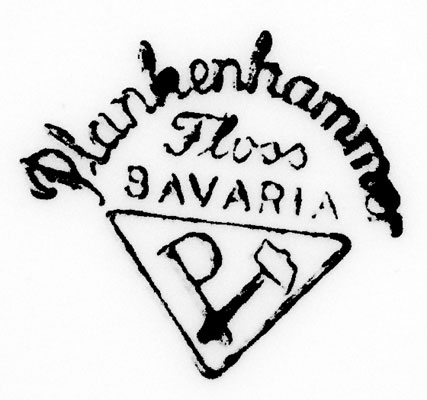
Stempel der Porzellanfabrik Plankenhammer

Eine Beschreibung des Fürstlichen Pflegamtes Floßerbürg aus dem Jahr 1704 verzeichnete für Plankenhammer 1 Mannschaft. Am 29. August 1755 hat sich der Hammermeister Wolfgang Franck gegen den Waffenschmied Balthasar Zettl beschwert, da dieser Hammerarbeit verrichte. Dem Zettl wurden daraufhin von der Regierung in Sulzbach Amboss und Schmiedhammer beschlagnahmt. Nachdem dieser aber nachweisen konnte, dass seine Vorgänger bereits altes Eisen geschmolzen und verkauft haben und er alle Steuern bezahlt habe, wurde ihm am 30. Juli 1756 durch „gnädigste Resolution“ sein Werkzeug wieder zurückgegeben.
Von 1845 bis 1858 und 1860 verarbeitete der Plankenhammer Sulzbacher Erze.
Später bezog er das Erz aus Amberg.
1792 ist der Eisenhammer eingegangen, aber bereits um 1800 wird hier ein Glaspolierwerk genannt. In einer historisch-statistischen Beschreibung des Pflegamtes Floß von 1794 wurden aufgeführt für Plankenhammer 1 Inhaber, 2 Polierer, 5 Schleifer, 1 Hirt, insgesamt 43 Einwohner.
Um 1800 hatte Plankenhammer 5 Häuser und 50 Einwohner, einen Spiegelglaspolierbetrieb mit zwei Arbeitstischen und eine Mahlmühle mit einem Mahlgang.
Plankenhammer gehörte zum Anfang des 19. Jahrhunderts gegründeten Steuerdistrikt Gösen, der gleichzeitig Ruralgemeinde war.
Zum Steuerdistrikt Gösen gehörten außer Gösen noch das Dorf Konradtsreuth, der Weiler Plankenhammer und die Einöde Weikersmühle.
Der Steuerdistrikt Gösen hatte insgesamt 176 Einwohner und 24 Wohngebäude.
Die Ortschaft Plankenhammer hatte 1817 48 Einwohner und 5 Wohngebäude, 1861 55 Einwohner und 1961 92 Einwohner und 15 Wohngebäude.
1908 wurde in Plankenhammer auf Initiative von Justizrat Dr. Pfleger aus Weiden die Porzellanfabrik Plankenhammer GmbH gegründet. Dieser löste den letzten Hammerwerks- bzw. Glasschleifenbesitzer Gustav von Schlör ab. Während des Ersten Weltkrieges wurde das Werk stillgelegt. Danach übernahm Kommerzienrat Christian Eckstein das Werk. Gegen Ende des Zweiten Weltkrieges wurde ein Teil der Räume für einen Rüstungsbetrieb beschlagnahmt. 1946 konnte der Betrieb wieder aufgenommen und das Werk erneuert werden, etwa durch den Bau eines ölgefeuerten Tunnelofens. Zeitweise waren hier 220 Arbeitskräfte beschäftigt. Erzeugt wurde Tafel- und Kaffeeservice, Hotelporzellan, Geschenkartikel und Werbeascher. Am 18. Oktober 1974 wurde wegen der schlechten wirtschaftlichen Lage der Konkurs über die Fabrik eröffnet. Am 17. November 1975 wurden die Grundstücke von dem Landwirt Eduard Wittmann ersteigert, einem weitläufigen Verwandtes des Gustav von Schlör.
Am 1. Januar 1972 wurde die Gemeinde Gösen und damit Plankenhammer in den Markt Floß eingegliedert.